# Diretor comercial
O Diretor comercial (Chief commercial officer ou CCO) é um cargo de nível executivo, sendo o responsável pela estratégia comercial e pelo desenvolvimento de uma organização. Tipicamente, envolve atividades relacionadas a marketing, vendas, desenvolvimento de produtos e atendimento ao cliente para impulsionar o crescimento e a participação de mercado do negócio. Como posição de oficial corporativo, o CCO geralmente se reporta diretamente ao CEO e está principalmente preocupado em garantir o sucesso comercial integrado de uma organização. O papel geralmente requer a combinação de conhecimento técnico do campo relevante com habilidades fortes de marketing e desenvolvimento de negócios.
Essencialmente, um CCO assume a responsabilidade pelo cliente e pela interface do cliente com a oferta de produtos ou serviços, garantindo que todas as funções da organização estejam alinhadas para atender aos seus objetivos comerciais estratégicos. Isso significa que eles estão intimamente ligados à função de gestão estratégica da organização, na elaboração, implementação e avaliação de decisões interfuncionais que permitirão que uma organização alcance seus objetivos de longo prazo.